# Hassanal Bolkiah
Hassanal Bolkiah Al-Mu'izzaddin Waddaulah ibni Almarhum Sultan Omar Ali Saifuddien Sa'adul Khairi Waddien (Brunei Town, 15 luglio 1946) è l'attuale sultano del Brunei, il 29° in ordine cronologico, nonché il primo e attuale Primo Ministro del Brunei. Primogenito di Omar Ali Saifuddien III e di Pengiran Anak Damit, il suo sultanato è iniziato il 5 ottobre 1967, dopo l'abdicazione volontaria del padre, ed è attualmente il secondo Sultanato più longevo della storia del Brunei.
Detentore di un potere assoluto, è il Capo di Stato in carica da più tempo al mondo. 
Nel 2022 il suo patrimonio era stimato in 30 miliardi di dollari statunitensi.

## Biografia
Hassanal Bolkiah nacque il 15 luglio 1946 a Brunei Town (ora Bandar Seri Begawan). Egli divenne principe ereditario nel 1961 e sultano il 5 ottobre del 1967, dopo che suo padre abdicò volontariamente. L'incoronazione avvenne il 1º agosto 1968. Come suo padre, anche Hassanal Bolkiah fu fatto cavaliere dalla Regina Elisabetta II del Regno Unito, del quale il Brunei fu protettorato fino al 1984.
Egli ricevette un'alta formazione scolastica nella scuola primaria malese "Victoria Institution" a Kuala Lumpur. Successivamente, il Sultano frequentò la Reale accademia militare di Sandhurst nell'ottobre del 1967, ma ritornò a casa per diventare principe ereditario pochi mesi prima della laurea. Successivamente ha ricevuto le seguenti lauree ad honorem:
- Laurea honoris causa in Legge dall'Università di Oxford
- Laurea honoris causa in Lettere dall'Università di Aberdeen
- Laurea honoris causa dall'Università Chulalongkorn della Thailandia
- Laurea honoris causa in "Humanities and Culture" dall'Università Gadjah Mada di Yogyakarta
- Laurea honoris causa in Legge dall'Università Nazionale di Singapore

### Vita familiare
Si sposò una prima volta con sua cugina di primo grado Raja Isteri Pengiran Anak Hajah Saleha. La sua seconda moglie, Mariam binti Abdul Aziz, era una hostess della Royal Brunei Airlines (RBA); i due divorziarono nel 2003 e la moglie perse i diritti al titolo di Pengiran, "regina". Nell'agosto del 2005 il posto di Mariam fu preso da una presentatrice della TV3 malese, Azrinaz Mazhar Hakim; i due divorziarono nel 2010 e anche in questo caso il sultano le tolse il titolo nobiliare, oltre che lo stipendio mensile. 
Suo nipote Faiq è un calciatore professionista, che ha giocato diverse partite in nazionale bruneiana.
Il principe Al-Muhtadee Billah è l'erede ufficiale al trono, essendo il primogenito del sultano e della sua prima moglie. Al 2012 Hassanal Bolkiah aveva 5 figli e 7 figlie avuti con le tre mogli:
- Con Raja Isteri Pengiran Anak Hajah Saleha:
  - Principessa Rashidah (nata il 26 luglio 1969)
  - Principessa Muta-Wakkilah (nata il 12 ottobre 1971)
  - Principe ereditario Al-Muhtadee Billah (nato il 17 febbraio 1974)
  - Principessa Majeedah (nata il 16 marzo 1976)
  - Principessa Hafizah (nata il 12 marzo 1980)
  - Principe 'Abdul Malik (nato il 30 giugno 1983)
- Con Dayang Hajah Mariam:
  - Principe 'Abdul 'Azim (29 luglio 1982 – 24 ottobre 2020)
  - Principessa 'Azemah (nata il 26 settembre 1984)
  - Principessa 'Fadzillah (nata il 23 agosto 1985)
  - Principe 'Abdul Mateen (nato il 10 agosto 1991)
- Con Azrinaz Mazhar Hakim:
  - Principe 'Abdul Wakeel (nato il 1º giugno 2006)
  - Principessa 'Ameerah Wardatul (nata il 28 gennaio 2008)

### La passione per le automobili
Il Sultano è famoso per la sua immensa collezione di automobili. Nel 1998 la rivista automobilistica inglese Autocar ha pubblicato una foto del Sultano con le sue automobili, tra le quali vi erano anche delle Ferrari e delle Bentley modificate. A proposito è stato detto che possieda dalle 3000 alle 6000 auto e che ne abbia acquistate per un valore di 4 miliardi di dollari americani. Secondo il Guinness dei primati, la collezione privata del Sultano conta 500 Rolls-Royce, il che fa della sua la più grande collezione mondiale del marchio. Inoltre è possessore dell'ultra-esclusiva Rolls-Royce Phantom VI, una landaulet del 1992. In sostanza, durante gli anni novanta la famiglia del Sultano ha acquistato circa la metà dei modelli prodotti dalla Rolls-Royce, comprando continuamente vetture leggermente modificate per aggiungere così pezzi unici alla sua collezione.
Della sua collezione fanno parte una Porsche Carrera GT, una Lamborghini Diablo Jota, una Porsche 959, una Bugatti EB110, una Lamborghini Murciélago, una Maybach 62, una Jaguar XJR-15 e sei Dauer 962. È inoltre proprietario di sei modelli di Ferrari FX, dell'originale modello rosso della Bentley Continental R, di due modelli completamente funzionanti della concept car Ferrari 456 GT Sedan, dell'unica Mercedes-Benz CLK GTR con abitacolo a destra, di cinque McLaren F1 (inclusi gli unici due esemplari della LM neri, una delle tre GTR longtail e la replica della GTR vincente a Le Mans nel 1995) e tre Cizeta V16T. Inoltre possiede vetture da Formula 1 come quelle di ogni vincitore del mondiale piloti di Formula 1 dal 1980 ad oggi. Un esempio è la Williams FW19 di Jacques Villeneuve, che riporta ancora i danni della collisione con Michael Schumacher al Gran Premio d'Europa del 1997.
Il Daily Mirror, il 26 ottobre 2007, ha riportato che il sultano possiede 531 Mercedes-Benz, 367 Ferrari, 362 Bentley, 185 BMW, 177 Jaguar, 160 Porsche, 500 Rolls-Royce e 20 Lamborghini.

### Altri interessi
Per il suo uso privato il Sultano possiede un Boeing 747-400 con dei placcaggi in oro, del valore di circa 233 milioni di dollari americani; possiede inoltre 6 aerei più piccoli e due elicotteri. È addestrato per pilotarli.
Inoltre il Sultano gestisce un parco dei divertimenti da 3 miliardi di dollari chiamato Jerudong Park.
La sua residenza ufficiale è il palazzo denominato Istana Nurul Iman, che include 1788 stanze, 257 bagni e un'area verde di 200.000 metri quadrati.

## Titoli onorari
Il Sultano tiene una commissione onoraria nella Royal Air Force del Regno Unito come Air Chief Marshal.
È anche ammiraglio onorario della Royal Navy del Regno Unito, titolo conferitogli da Elisabetta II del Regno Unito.

## Patrimonio personale
Hassanal Bolkiah possiede un immenso patrimonio finanziario derivante dal suo totale controllo dell'economia nazionale e dai ricavi provenienti dal petrolio, che gli consente di finanziare il suo stravagante stile di vita. La ricchezza del Sultano è legata al variabile prezzo del petrolio; nel 1997 si registrò un picco di 55,63 miliardi di dollari, che lo fecero l'uomo più ricco del mondo di quell'anno.
Secondo la rivista di economia e finanza Forbes, il patrimonio del Sultano ammonta a 22 miliardi di dollari, che lo farebbero il monarca più ricco della terra.

## Il ruolo politico del Sultano
Secondo la costituzione del Brunei del 1959, il sultano è il capo dello stato con pieni poteri esecutivi. Il 9 marzo 2006, il sultano fu accusato di aver modificato la costituzione in modo da rendere egli stesso infallibile sotto la legge del Brunei. Bolkiah è anche il Primo ministro del Brunei, nonché Ministro della Difesa e Ministro delle Finanze.
Nel 1991 egli introdusse nel Brunei un'ideologia conservatrice chiamata Melayu Islam Beraja (MIB) nella quale indicava il monarca come il Difensore della Fede.
Nel 2004 ha favorito una parziale democratizzazione del paese, permettendo la ricostituzione del Consiglio Legislativo di Brunei, che era stato dissolto nel 1984.
Nell'ottobre 2013, tuttavia, il sultanato di Hassanal Bolkiah prende una piega ancora più islamista, e il monarca decide di introdurre nel Brunei la sharia, legge islamica che prevede tra le varie cose l'amputazione degli arti per i ladri, le lapidazioni per gli adulteri e la fustigazione per chi fa uso di alcool.
Sono sempre maggiori le limitazioni delle libertà; ad esempio, dal 2014 in Brunei è prevista una condanna a 5 anni di reclusione per chi celebra il Natale.
Nel 2019 ha reso noto la sua volontà di rafforzare l’insegnamento dei precetti islamici nel Paese. Ha affermato che il «Brunei è uno stato che dedica sempre il suo culto ad Allah» e invitato tutti i musulmani a pregare anche al di fuori delle moschee, «in tutti i luoghi pubblici». Nell'aprile 2019 si inasprisce l'adozione della sharia e nel codice penale vengono introdotte pene durissime contro le libertà di autodeterminazione delle persone, come la legge contro l'adulterio e i rapporti omosessuali, che vengono puniti con la pena di morte per lapidazione. Le nuove regole hanno provocato le proteste dell'ONU e di molti governi stranieri e di diversi personaggi dello spettacolo.

## Ascendenza
|                            |                          |                                                         | Genitori                                  |  |  | Nonni |  |  | Bisnonni                      |  |  | Trisnonni             |  |
|                            |                          |                                                         |                                           |  |  |       |  |  | Hashim Jalilul Alam Aqamaddin |  |  | Omar Ali Saifuddin II |  |
|                            |                          |                                                         |                                           |  |  |       |  |  | Hashim Jalilul Alam Aqamaddin |  |  | Omar Ali Saifuddin II |  |
|                            |                          | Zaida binti Pengarah Digadong Tuan Laman Awang Sulaiman |                                           |  |  |       |  |  | Hashim Jalilul Alam Aqamaddin |  |  |                       |  |
| Muhammad Jamalul Alam II   |                          |                                                         |                                           |  |  |       |  |  | Hashim Jalilul Alam Aqamaddin |  |  |                       |  |
|                            |                          | Pengiran Siti Fatima                                    | Pengiran Anak Saiful Rijal *              |  |  |       |  |  |                               |  |  |                       |  |
|                            |                          | Pengiran Siti Fatima                                    | Pengiran Anak Saiful Rijal *              |  |  |       |  |  |                               |  |  |                       |  |
|                            |                          | Pengiran Siti Fatima                                    | Pian Jamaliah *                           |  |  |       |  |  |                               |  |  |                       |  |
| Omar Ali Saifuddien III    |                          | Pengiran Siti Fatima                                    |                                           |  |  |       |  |  |                               |  |  |                       |  |
|                            |                          | Pengiran Anak Saiful Rijal                              | Pengiran Anak Muhammad Yusuf              |  |  |       |  |  |                               |  |  |                       |  |
|                            |                          | Pengiran Anak Saiful Rijal                              | Pengiran Anak Muhammad Yusuf              |  |  |       |  |  |                               |  |  |                       |  |
|                            |                          | Pengiran Anak Saiful Rijal                              | Pengiran Anak Sarbanum                    |  |  |       |  |  |                               |  |  |                       |  |
| Pengiran Anak Fatima       |                          | Pengiran Anak Saiful Rijal                              |                                           |  |  |       |  |  |                               |  |  |                       |  |
|                            |                          | Pian Jamaliah                                           | …                                         |  |  |       |  |  |                               |  |  |                       |  |
|                            |                          | Pian Jamaliah                                           | …                                         |  |  |       |  |  |                               |  |  |                       |  |
|                            |                          | Pian Jamaliah                                           | …                                         |  |  |       |  |  |                               |  |  |                       |  |
| Hassanal Bolkiah           |                          | Pian Jamaliah                                           |                                           |  |  |       |  |  |                               |  |  |                       |  |
|                            | Pengiran Muda Besar Omar | Hashim Jalilul Alam Aqamaddin *                         |                                           |  |  |       |  |  |                               |  |  |                       |  |
|                            | Pengiran Muda Besar Omar | Hashim Jalilul Alam Aqamaddin *                         |                                           |  |  |       |  |  |                               |  |  |                       |  |
|                            | Pengiran Muda Besar Omar | Pengiran Anak Chandra Kesuma                            |                                           |  |  |       |  |  |                               |  |  |                       |  |
| Pengiran Anak Abdul Rahman | Pengiran Muda Besar Omar |                                                         |                                           |  |  |       |  |  |                               |  |  |                       |  |
|                            |                          | Pengiran Anak Siti Khadija                              | Pengiran Muda Besar Muhammad Jamalul Alam |  |  |       |  |  |                               |  |  |                       |  |
|                            |                          | Pengiran Anak Siti Khadija                              | Pengiran Muda Besar Muhammad Jamalul Alam |  |  |       |  |  |                               |  |  |                       |  |
|                            |                          | Pengiran Anak Siti Khadija                              | Pengiran Anak Saleha                      |  |  |       |  |  |                               |  |  |                       |  |
| Pengiran Anak Damit        |                          | Pengiran Anak Siti Khadija                              |                                           |  |  |       |  |  |                               |  |  |                       |  |
|                            |                          | Radin Haji Hassan                                       | Radin Haji Muhammad Daud                  |  |  |       |  |  |                               |  |  |                       |  |
|                            |                          | Radin Haji Hassan                                       | Radin Haji Muhammad Daud                  |  |  |       |  |  |                               |  |  |                       |  |
|                            |                          | Radin Haji Hassan                                       | Hajah Saleha                              |  |  |       |  |  |                               |  |  |                       |  |
| Pengiran Fatima            |                          | Radin Haji Hassan                                       |                                           |  |  |       |  |  |                               |  |  |                       |  |
|                            |                          | Hajah Zainab                                            | Radin Haji Abdul Rahman                   |  |  |       |  |  |                               |  |  |                       |  |
|                            |                          | Hajah Zainab                                            | Radin Haji Abdul Rahman                   |  |  |       |  |  |                               |  |  |                       |  |
|                            |                          | Hajah Zainab                                            | Dayang Siti Amina Mekah                   |  |  |       |  |  |                               |  |  |                       |  |
|                            |                          | Hajah Zainab                                            |                                           |  |  |       |  |  |                               |  |  |                       |  |